# Криворожский турбинный завод

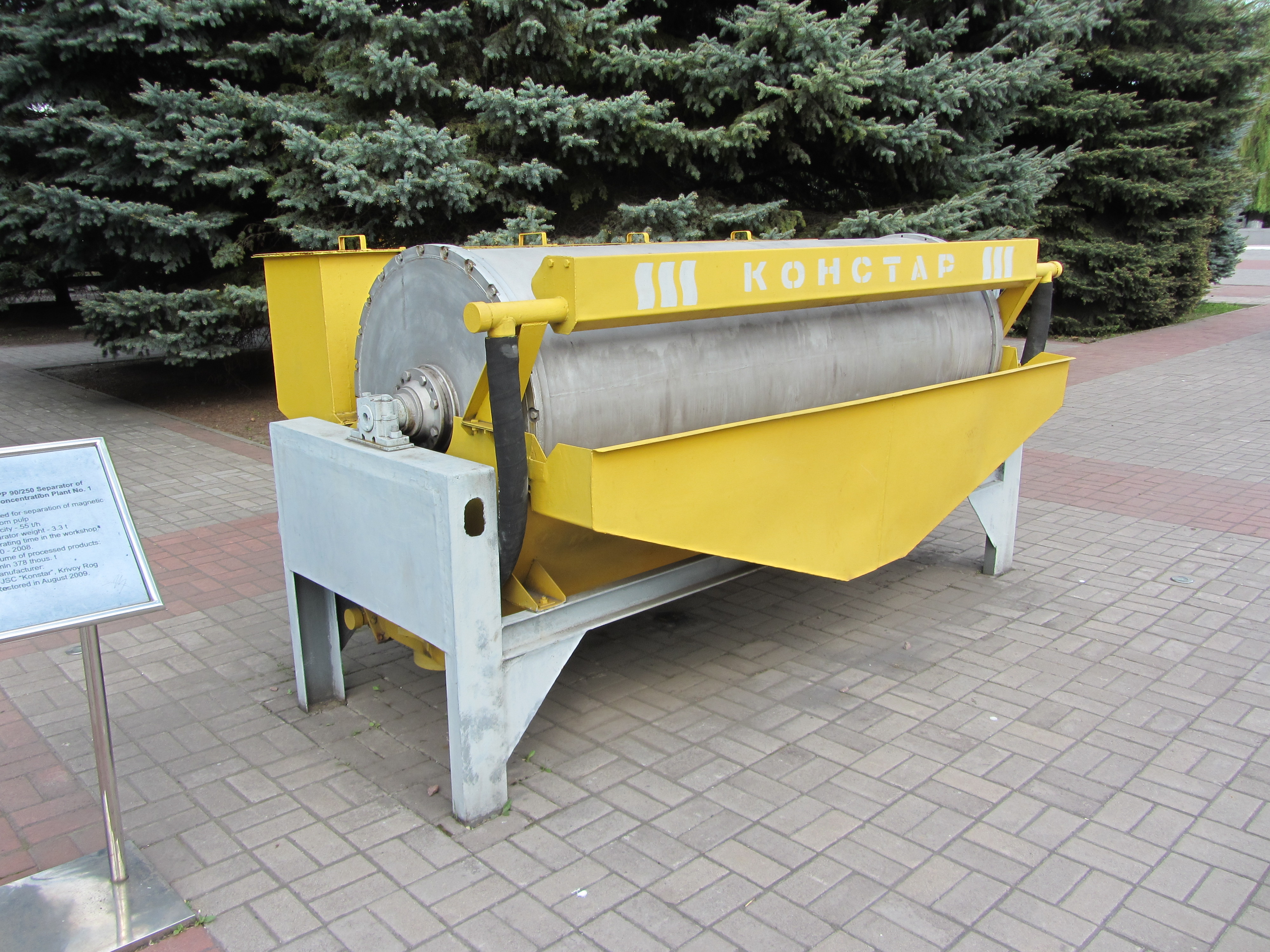
Сепаратор магнитный барабанный ПБМ-ПП 90-250 (Констар, Кривой Рог) в музее горной техники СевГОКа (Кривой Рог)

Криворожский турбинный завод «Констар» (укр. Криворізький турбінний завод «Констар») — бывшее машиностроительное предприятие в городе Кривой Рог Днепропетровской области.

## История
В 1976 году с целью изготовления газоперекачивающего и энергетического оборудования на базе Криворожского завода газовой аппаратуры основан турбинный завод «Восток».
До 1983 года был в составе производственного объединения «Заря» (Николаев). Находился в подчинении Министерства судостроительной промышленности СССР. В 1983 году завод самостоятельно выпустил первый газоперекачивающий агрегат ГПА-10 с приводным двигателем судового типа ДР59Л и наладил его серийное производство.
С 1994 года — открытое акционерное общество. С середины 1990-х годов завод начал производство турбоагрегатов для низкотемпературной сепарации природного газа, нефтефонтанной арматуры для герметизации устья наземных нефтяных и газовых скважин, магнитных сепараторов для мокрого обогащения руды и другого.
С 2011 года — публичное акционерное общество.
В 2014 году началась процедура банкротства.

## Характеристика
Производственная территория завода составляла 55,13 га, на которой располагалось 9 производственных корпусов площадью 187 600 м².
Основные виды продукции:
- узлы и детали для газоперекачивающих агрегатов;
- газотурбинные судовые двигатели разных типов и модификаций;
- приводные газотурбинные двигатели для мобильных автономных электростанций, турбогенераторов, электростанций.

Заводом изготовлено более 600 газоперекачивающих агрегатов для сжатия природного газа на компрессорных станциях магистральных газопроводов СНГ.
Дополнительно завод выпускал продукцию для нефтегазовой, машиностроительной, металлургической и химической промышленности.
Продукция экспортировалась в Россию, Беларусь, Узбекистан.

### Директора
- Мамонов И. (1977—1983);
- Кузьмин Л. (1983—1991);
- Попрожук Олег Александрович (с 2006).